# Меткина, Светлана Александровна
Светлана Александровна Меткина (известна под именем Лана Литвак, англ. Lana Litvak; род. 7 января 1974, Москва, СССР) — российская киноактриса и кинопродюсер.

## Биография
Светлана Меткина родилась 7 января 1974 года в Москве, в семье журналиста-международника, бизнесмена и политика Александра Меткина.
Ещё школьницей начала играть в Театре юных москвичей во Дворце пионеров. В 1991 году закончила Московскую школу №426. 
В 1995 году окончила Театральное училище имени Б.Щукина, художественный руководитель курса Алла Казанская.
Снялась в нескольких российских и голливудских фильмах. В 2003 году вышел первый американский фильм с её участием — «Варвар», затем были фильмы «Второй фронт» (2005), «Рогатка» (2005), «Бобби» (2006) и «У Мини это в первый раз» (2006). В начале карьеры её продюсированием в США занимался друг семьи, известный продюсер и актёр Эдвард Басс, а затем её муж — бельгийский бизнесмен, миллиардер Мишель Литвак, который является основателем и собственником компании Bold Films.
За пределами России больше всего известность получила в 2006 году, сыграв роль чехословацкого репортёра Линки Яначек в политическом триллере Эмилио Эстевеса «Бобби», который получил награду как «Лучший независимый фильм» от Национального совета кинокритиков США и множество других наград. В Голливудских кинокомпаниях больше всего известна под псевдонимом Лана Литвак (Литвак — фамилия мужа).

## Фильмография
| Год  |   | Название                                                     | Роль                                                               |
| ---- | - | ------------------------------------------------------------ | ------------------------------------------------------------------ |
| 1994 | ф | Триста лет спустя                                            | Катюша                                                             |
| 1998 | ф | Семья (азерб. Ailə; Азербайджан)                             | Алия — главная роль                                                |
| 2001 | с | Золото Югры                                                  | эпизод                                                             |
| 2003 | ф | Варвар (англ. Barbarian; США))                               | Гилда                                                              |
| 2003 | с | Сокровища мёртвых                                            | Аня                                                                |
| 2005 | ф | Второй фронт (англ. Second Front, The; Россия, США, Украина) | Ольга Рябина — главная роль (в титрах — Лана Литвак / Lana Litwak) |
| 2005 | ф | Рогатка (англ. Slingshot; США)                               | Фаст Бобби                                                         |
| 2006 | ф | Бобби (англ. Bobby; США)                                     | Линка Яначек                                                       |
| 2006 | ф | У Мини это в первый раз (англ. Mini's First Time; США)       | Елена                                                              |
| 2007 | ф | Путевой обходчик                                             | Катя — главная роль                                                |
| 2009 | ф | Острие ножа (англ. Knife Edge; Великобритания, США)          | Люси                                                               |
| 2012 | ф | 1812: Уланская баллада (Беларусь, Польша, Россия, Чехия)     | графиня Мария Валевская (возлюбленная Наполеона)                   |
| 2013 | ф | Улики (англ. Evidence; США)                                  | Вики — главная роль                                                |
| 2014 | ф | Тепловой удар (англ. Heatstroke; США)                        | Тэллии Рубин — главная роль                                        |

### Исполнительный продюсер
- 2017 — Колетт / Colette (Великобритания, США, Венгрия)
- 2018 — Вокс Лакс / Vox Lux (США)

## Личная жизнь
В 19 лет вышла замуж за бельгийского бизнесмена, миллиардера российского происхождения Мишеля Литвака. Дети: Александр, Полина и Мишель.

## Интервью
- Актриса Светлана Меткина: «Шэрон Стоун сделала вид, что плачет, а я рыдала вовсю». // Газета «Известия», 7 сентября 2006.
- Светлана Меткина: «Считаю себя очень домашней». // Сайт «Агентство Новостей Подмосковья».
- «Вместе навсегда»: интервью с актрисой Светланой Меткиной. // Сайт «Дочки-матери», 26 октября 2016.